# Starzynka (województwo lubelskie)
Starzynka – wieś w Polsce położona w województwie lubelskim, w powiecie bialskim, w gminie Terespol nad Krzną.
W latach 1975–1998 miejscowość administracyjnie należała do województwa bialskopodlaskiego.
Wieś jest sołectwem w gminie Terespol. Według Narodowego Spisu Powszechnego z roku 2011 wieś liczyła  46 mieszkańców i była dwudziestą czwartą co do wielkości miejscowością gminy Terespol.
Wierni Kościoła rzymskokatolickiego należą do parafii Podwyższenia Krzyża Świętego w Neplach.